# Линдси, Джеймс, 26-й граф Кроуфорд
Граф Джеймс Людовик Линдси, известный также как 26-й граф Кроуфорд (англ. James Ludovic Lindsay, 26th Earl of Crawford and 9th Earl of Balcarres; 28 июля 1847, Сен-Жермен-ан-Ле — 31 января 1913, Лондон) — английский астроном, библиофил, филателист и политик.

## Биография
Родился 28 июля 1847 года в Сен-Жермен-ан-Ле в семье Александра Линдси, 25-го графа Кроуфорда (1812—1880), и Маргарет Линдси (1824—1909), дочери генерал-лейтенанта сэра Джеймса Линдси. Получил образование в Итонском колледже и в Тринити-колледже в Кембридже.
Член Лондонского королевского общества (1878), президент Британского королевского астрономического общества; видный масон. Состоял также членом Совета Лондонского зоологического общества с 1902 года. Умер 31 января 1913 года в Лондоне.

### Астроном
В раннем возрасте заинтересовался астрономией. Вместе с отцом построили частную обсерваторию в шотландском городе Данечт графства Абердиншир. Для оснащения обсерватории с использованием наилучшей на то время техники был нанят астроном Дэвид Гилл.
В 1870 году Линдси совершил экспедицию в Кадис, чтобы наблюдать затмение солнца. В 1871 году посетил Индию, чтобы также наблюдать затмение солнца. В 1874 году на Маврикии наблюдал прохождение Венеры по диску Солнца. Лондонский фотограф Генри Дэвис, тоже участник двух последних экспедиций, в 1876 году был назначен на должность личного библиотекаря Линдси. Узнав об угрозе закрытия Эдинбургской Королевской обсерватории, в 1888 году Джеймс Линдси пожертвовал свои астрономические приборы и редкие книги из собственной библиотеки Bibliotheca Lindesiana для создания новой обсерватории, которая была открыта в 1896 году на холме Блэкфорд-Хилл в столице Шотландии — Эдинбурге.

### Библилофил
Будучи больным астмой, Джеймс провёл значительное время в богатой семейной библиотеке, созданной его отцом, 25-м графом Кроуфордом. Отец начал собирать будущую Bibliotheca Lindesiana (также Lindsayan или Lindsian library) и формировал её вместе со старшим сыном. Библиотека стала одним из самых впечатляющих частных книжных собраний в Великобритании. Джеймс Линдси продолжил библиотечное дело отца. Первоначально библиотека имела пять отделений — теологии, юриспруденции, науки и искусства, беллетристики, истории. Затем в неё были добавлены разделы — генеалогии, археологии, биографии, истории литературы, библиографии и энциклопедии.
Основная часть библиотеки хранилась в Хэйг-Холле, расположенного в районе Большого Манчестера. Граф издал обширный каталог библиотеки в 1910 году, который был отпечатан издательством Aberdeen University Press. В 1901 году коллекция рукописей была продана Энрикете Райландс, основательнице библиотеки Джона Райландса. Другие части коллекции были переданы на хранение в национальные (включая Национальную библиотеку Шотландии) и университетские библиотеки. В 1946 году некоторые части Bibliotheca Lindesiana были переданы в Британский музей, библиотеку Кембриджского университета и библиотеку Джона Райландса.

### Филателист
Филателистическое увлечение Джеймса Линдси появилось и развивалось в ходе его работы в семейной библиотеке. Линдси приобрёл коллекцию филателистической литературы, которая была сформирована Джоном Тиффани, первым президентом Американского Филателистического общества. Наполненная филателистическими приобретениями по всей Европе, в конечном итоге коллекция Линдси легла в основу филателистического раздела Британского музея в Лондоне. 26-й граф Кроуфорд на момент своей смерти собрал наибольшую филателистическую библиотеку своего времени.
В 1921 году Линдси был назван одним из «отцов филателии» и удостоен чести быть внесённым в «Список выдающихся филателистов». В 1941 году его имя включили также в Зал славы Американского филателистического общества.

### Политик
26-й граф Кроуфорд был избран членом парламента Великобритании от консервативной партии в 1874 году и занимал там место в качестве представителя Уигана до возведения в звание пэра в 1880 году. Линдси поддерживал крепкие связи с Уиганом, где он был председателем бесплатной библиотеки и главой угольной компании.

## Семья
С 22 июля 1869 года лорд Кроуфорд был женат на Эмили Флоренс Бутл-Уилбрахам (Emily Florence Bootle-Wilbraham) (3 апреля 1848 — 15 яневаря 1934), дочери полковника достопочтенного Эдварда Бутл-Уилбрахама (1807—1882), и Эмили Рамсботтом (? — 1899), внучке Эдварда Бутл-Уилбрахама, 1-го барона Скелмерсдейл. У супругов было семеро детей:
- Леди Эвелин Маргарет Линдси (Evelyn Margaret Lindsay; 8 мая 1870 — 3 апреля 1944), в 1895 году вышла замуж за Джеймса Фрэнсиса Мейсона (?- 1929), от брака с которым у неё был один сын[9].
- Дэвид Александр Эдвард Линдси, 27-й граф Кроуфорд (10 октября 1871 — 8 марта 1940), старший сын и преемник отца. В 1900 году женился на Констанс Лилиан Пелли, второй дочери сэра Генри Пелли, 3-го баронета, и леди Чартерис. У супругов было восемь детей[9].
- Достопочтенный Уолтер Патрик Линдси (Walter Patrick Lindsay; 13 февраля 1873 — 2 июля 1936). С 1902 года[10] (развод в 1927[9]) женат на Рут Хендерсон (? — 1933), дочери американского журналиста Айзека Хендерсона. У супругов было двое детей[9].
- Майор Достопочтенный Роберт Гамильтон Линдси (Robert Hamilton Lindsay; 30 марта 1874 — 8 декабря 1911), адъютант вице-короля Индии. С 1903 года женат на Мэри Джанет Кларк (1874—1960), дочери достопочтенного сэра Уильяма Кларка, 1-го баронета, и Джанет Мэриан Снодграсс, от брака с которой у него было трое детей[9].
- Преподобный достопочтенный Эдвард Реджинальд Линдси (Edward Reginald Lindsay; 15 марта 1876 — 17 июня 1951), адвокат, а затем викарий церкви Святого Матфея, Бетнал Грин, умер неженатым[9].
- Достопочтенный сэр Рональд Чарльз Линдси (3 мая 1877 — 21 августа 1945), дипломат, был дважды женат на американках. В 1909 году его первой женой стала Марта Кэмерон (? — 1918), дочь американского сенатора Джеймса Дональда Кэмерона. В 1924 году женился вторым браком на Элизабет Шерман Хойт (1885—1954), дочери Колгейта Хойта. Оба брака оказались бездетными[9].
- Достопочтенный Лайонел Линдси (Lionel Lindsay; 20 июля 1879 — 18 августа 1965). В 1921 году он женился на своей двоюродной сестре Кэтлин Йон Кеннеди (1880—1970), дочери сэра Джона Гордона Кеннеди и Эвелин Аделы Бутл-Уилбрахам, от брака с которой у него был один сын[9].